# Station Szczawne Kulaszne
Station Szczawne Kulaszne is een spoorwegstation in de Poolse plaats Szczawne.